# Prosimulium neomacropyga
Prosimulium neomacropyga är en tvåvingeart som beskrevs av Peterson 1970. Prosimulium neomacropyga ingår i släktet Prosimulium och familjen knott. Inga underarter finns listade i Catalogue of Life.